# Nesticus zenjoensis
Espèce
Nesticus zenjoensis est une espèce d'araignées aranéomorphes de la famille des Nesticidae.

## Distribution
Cette espèce est endémique du Japon.

## Étymologie
Son nom d'espèce, composé de zenjo et du suffixe latin -ensis, « qui vit dans, qui habite », lui a été donné en référence au lieu de sa découverte.

## Publication originale
- Yaginuma, 1978 : Nesticid spiders of Shikoku, Japan. Faculty of Letters Revue, Otemon Gakuin University, vol. 12, p. 151-160.